# Filip Wypych
Filip Wypych, född 20 april 1991 i Łódź, är en polsk simmare.
Wypych tävlade för Polen vid olympiska sommarspelen 2016 i Rio de Janeiro, där han blev utslagen i försöksheatet på 50 meter frisim.